# 住吉神社 (南丹市)
住吉神社（すみよしじんじゃ）は、京都府南丹市にある神社。旧社格は村社。

## 祭神
- 表筒男命（うわつつのおのみこと）
- 中筒男命（なかつつのおのみこと）
- 底筒男命（そこつつのおのみこと）
- 神功皇后（じんぐうこうごう）

## 歴史
創建は不詳。社伝では、奈良時代から鎮座するという。
当社の歴史の仔細は明らかではない。天平6年（734年）には、地震で社殿が破損したといい、それ以前には鎮座したものと見られる。また『臥雲日件録』文安4年（1447年）の条に当社の記載があるほか、『神社明細帳』には永禄10年（1567年）再建と記されている。
昔は神功皇后の三韓征伐に因んだ祭事があったとされる。その祭事では、応永年間（1394年-1427年）の洪水まで、大堰川対岸の御旅所に武者が向かっていたという。

## 境内

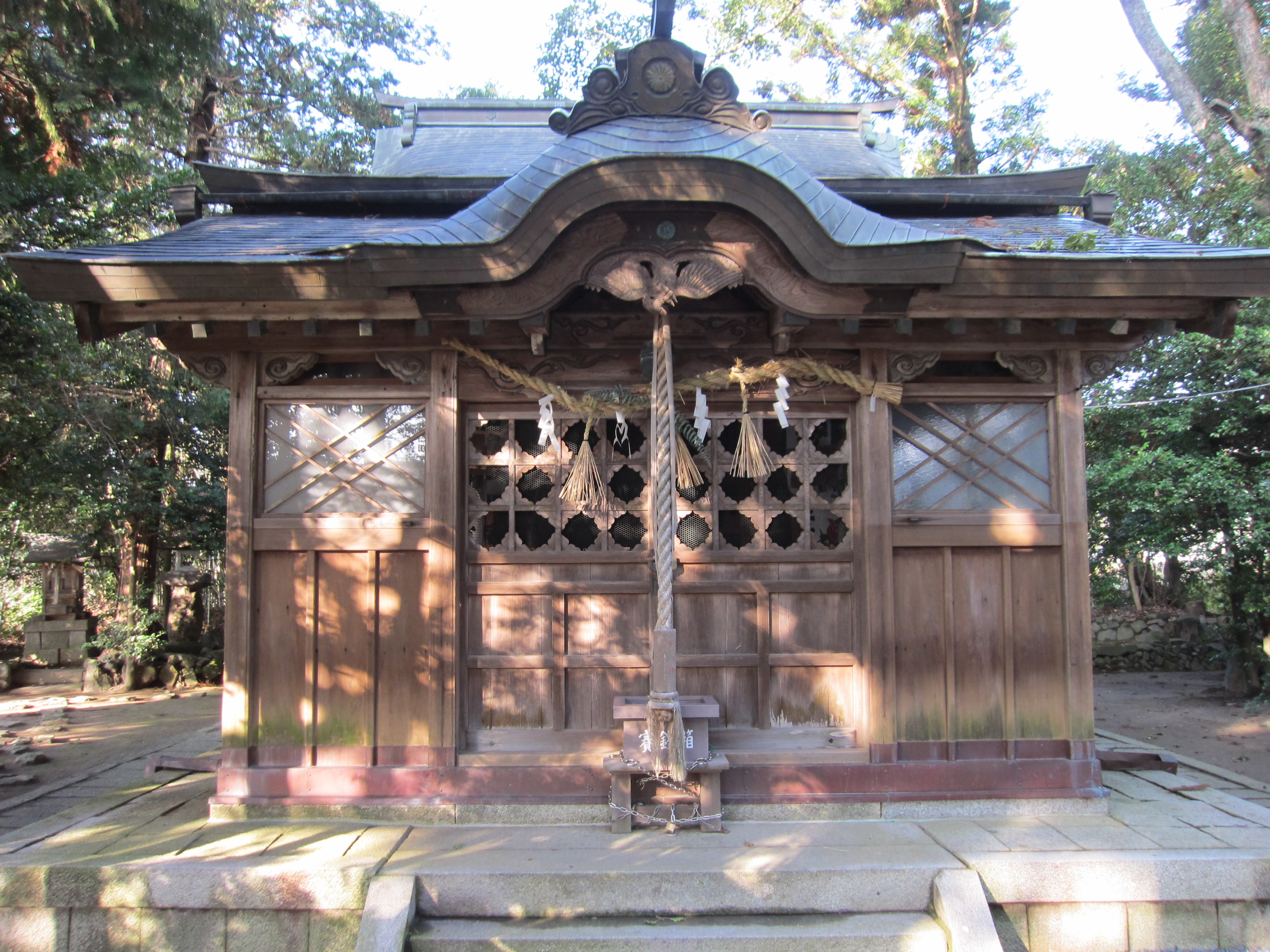
本殿（京都府登録文化財・南丹市指定文化財）

本殿は、永禄10年（1567年）の造営と伝わる。様式からも室町時代から桃山時代の建立と考えられている。現在は覆屋と一体とした構造である。この本殿は、京都府の文化財に登録、南丹市の文化財に指定されている。

## 摂末社
境内社
- 稲荷神社
- 八幡宮
- 大原神社

境外社
- 旧御旅所

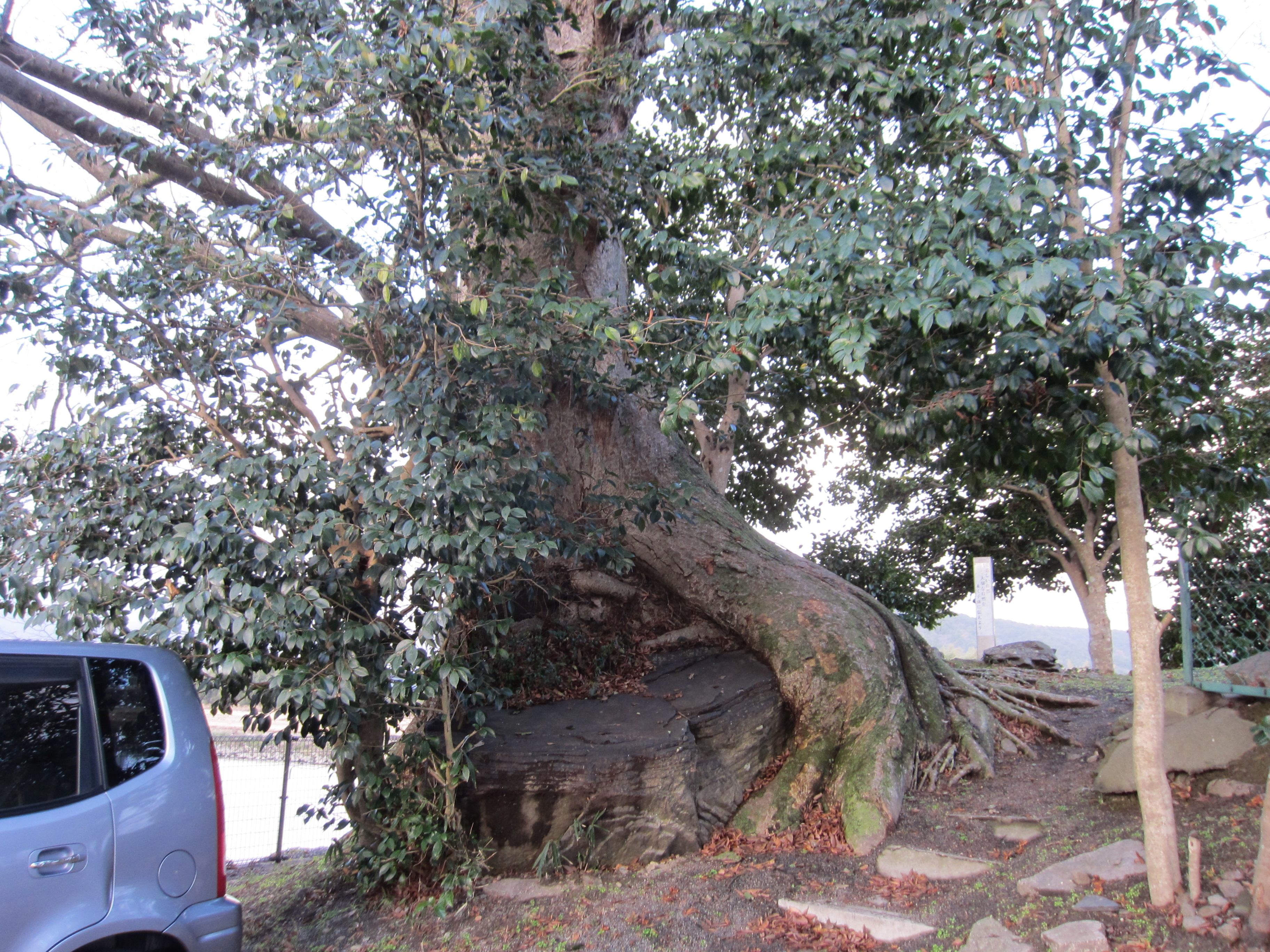
御旅所跡の大ケヤキと磐座

  - 所在地：南丹市八木町八木鹿草（北緯35度04分22.71秒 東経135度32分02.06秒 / 北緯35.0729750度 東経135.5339056度）

当社とは大堰川を挟んだ地にある。岩を抱いた大ケヤキがあり、これが祭事に使用していた磐座とされる[5]。大ケヤキは京都の自然200選に選定されている。

## 文化財
※「京都府内の文化財」（京都府教育庁文化財保護課）参照

### 京都府登録文化財
- 住吉神社本殿 - 1987年（昭和62年）4月15日登録。

### 京都府文化財環境保全地区
- 住吉神社文化財環境保全地区 - 1987年（昭和62年）4月15日決定。

### 南丹市指定文化財
- 住吉神社本殿 - 1985年（昭和60年）3月30日指定。

## 現地情報
所在地
- 京都府南丹市八木町西田山崎49

交通アクセス
- JR嵯峨野線 八木駅から、車で約10分